# Khaybar Khaybar ya yahud
Khaybar Khaybar ya yahud, jaish Muhammad soufa ya'oud (arabiska: خيبر خيبر يايهود جيش محمد سوف يعود; svenska: "Khaybar Khaybar, o judar, Muhammeds armé kommer tillbaka") är en antisemitisk ramsa på arabiska som uppmanar till våld mot judar.  
Ramsan har skanderats i bland annat Sverige.

## Ursprung
Ahmad Yassin, grundare av det terrorstämplade partiet Hamas, skrev ramsan på 1980-talet.
Ramsan hänvisar till slaget vid Khaybar år 628 där muslimer ledda av profeten Muhammed massakrerade judarna.

## Användning
Ramsan används främst under demonstrationer, pogromer och terrordåd.
I Sverige har ramsan skanderats i samband med demonstrationer och kravaller.